# Línea 2 del Metrorrey
La línea 2 es la segunda red del Sistema de Transporte Colectivo Metrorrey que comunica parte del Área Metropolitana de Monterrey, el cual comunica a tres municipios: Escobedo, San Nicolás de los Garza y Monterrey. Su recorrido está comprendido entre las estaciones Sendero (límites de San Nicolás y Escobedo) y General Zaragoza (Monterrey), recorriendo de norte a sur llegando al centro de Monterrey. 
El color representativo de esta línea es el color verde y tiene la peculiaridad de compartir viaducto con la línea 3, por lo cual los trenes no finalizan recorrido en la estación Zaragoza, sino que continúan hasta la estación de Hospital Metropolitano. Esta línea tiene como punto de transferencia a la línea 1 en la estación Cuauhtémoc ubicada en el municipio de Monterrey en la zona Centro. En las estaciones Sendero, San Nicolás y General Zaragoza tiene transferencia a Transmetro. 
Las estaciones más importantes de esta línea son: Sendero, Universidad, Cuauhtémoc, Padre Mier y General Zaragoza.

## Historia
La Línea 2 del Metro de Monterrey se inauguró el 30 de noviembre de 1994 de General Anaya a General Zaragoza. con un total de 6 estaciones las cuales eran: General Anaya, Cuauhtémoc, Alameda, Fundadores, Padre Mier y General Zaragoza. 
Tiempo después se inició la ampliación de la línea, comunicando al municipio de San Nicolás de los Garza, el 31 de octubre de 2007 terminando la primera etapa de la ampliación de Universidad a General Zaragoza, incluyendo tres nuevas estaciones: Regina, Niños Héroes y Universidad. 
El 1 de octubre de 2008 se completó la segunda etapa de la ampliación de Sendero a Gral. I. Zaragoza, incluyendo 4 estaciones más: Anáhuac, San Nicolás, Santiago Tapia y Sendero, comunicando a los municipios de Escobedo, Monterrey y San Nicolás de los Garza.

### Cierre de la línea (2022-2023)
El 5 de diciembre de 2022, la Secretaría de Movilidad de Monterrey, Nuevo León, confirmó el cierre temporal de seis estaciones de la Línea 2 del metro, después de encontrar grietas en la mayoría de los capiteles en 160 de 168 columnas, lo que sugiere una falla estructural. Las estaciones afectadas son: Niños Héroes, Universidad, Anáhuac, San Nicolás, Santiago Tapia y Sendero, ubicadas en el municipio de San Nicolás de los Garza. No se proporcionó una fecha exacta para su reapertura. El director del Sistema de Transporte Colectivo de Metro de Monterrey, Abraham Vargas, señaló que dichos puntos permanecerán cerrados por un período aproximado de entre dos y seis meses. Tras el reporte de la presunta negligencia en la construcción, realizado durante una conferencia de prensa emitida por las autoridades de movilidad, Vargas planteó la posibilidad de presentar una denuncia formal contra quien resulte responsable por las posibles fallas en la construcción.
El Gobierno de Nuevo León puso en operación una ruta emergente en el corredor "General Anaya - Sendero", brindando un servicio totalmente gratuito utilizando unidades pertenecientes al estado, las cuales tienen la leyenda MuevoLeón y una bandera digital anunciando que son parte del servicio emergente, dicho servicio comenzó en el momento en que se anunció el cierre, el día 5 de diciembre de 2022. Posteriormente, el 23 de enero de 2023 con el regreso a clases en el campus Ciudad Universitaria de la Universidad Autónoma de Nuevo León se ponen en operación dos circuitos más con el fin de abastecer de transporte a la comunidad universitaria: "General Anaya - Universidad (Directo)" y "Sendero - Universidad".
El 4 de enero de 2023 se anunció que la reparación tomaría más tiempo del estimado un mes atrás debido a que se tendría que llevar a cabo el levantamiento de las trabes para reemplazar los capiteles existentes en el tramo elevado debido a importantes fallos estructurales que fueron encontrados durante diciembre de 2022. 
Dos meses después, el 10 de marzo de 2023 se anunció que las obras en el tramo del viaducto elevado entre las estaciones Regina y Niños Héroes habían sido finalizadas, por lo que a partir del 13 de marzo entraría de nuevo en operaciones el tramo entre General Anaya y Niños Héroes. El servicio comenzó operaciones como lanzadera, utilizando únicamente la vía en dirección a Sendero para los trenes en ambos sentidos, por lo que si un tren se encuentra en las estaciones Regina o Niños Héroes el siguiente tren debe aguardar en la estación General Anaya hasta que el anterior regrese para emprender su marcha hacia la estación Niños Héroes. Tras la puesta en marcha de la estación Niños Héroes, el circuito de ruta emergente "General Anaya - Universidad (Directo)" fue modificado a "Niños Héroes - Universidad" recorriendo únicamente el tramo entre estas dos estaciones, los dos circuitos restantes no contaron con modificaciones al recorrido.
El segundo tramo reaperturado fue el comprendido entre las estaciones Niños Héroes y Universidad, el cual fue reabierto al público el 29 de marzo de 2023. Un día antes, el 28 de marzo de 2023, junto con el anuncio de la reapertura de este tramo se anunció también que el mes de septiembre sería la fecha prevista para la reapertura del tramo entre las estaciones Universidad y Sendero. Desde el 29 de marzo, tras el arranque del servicio en la estación Universidad, se continuó con el servicio de trenes tipo lanzadera entre las estaciones General Anaya y Universidad, esto debido a que las obras de reforzamiento en los capiteles de la zona de maniobras no habían sido finalizadas aún. Los circuitos de ruta emergente "General Anaya - Sendero" y  "Sendero - Universidad" continuaron con su operación normal, quedando suprimida la ruta emergente "Niños Héroes - Universidad". A partir del 22 de abril de 2023 se suprimió el servicio de trenes tipo lanzadera entre las estaciones General Anaya y Universidad, una vez finalizadas las obras de reforzamiento en la zona de maniobras de la estación Universidad. Posteriormente, el 1 de mayo de 2023, el circuito de ruta emergente "General Anaya - Sendero" fue suprimido, quedando en servicio el circuito "Sendero - Universidad" únicamente.
El 31 de marzo de 2023 se anunció que las estaciones del centro de Monterrey (Alameda, Fundadores y Padre Mier) serían cerradas durante el periodo vacacional de Semana Santa debido a labores de mantenimiento mayor, brindando servicio únicamente la línea entre las estaciones Universidad y Cuauhtémoc, en esta última debería abordarse un servicio emergente para dirigirse hacia las estaciones antes mencionadas, así como a la estación Zaragoza, la cual brindaría servicio como terminal de la línea 3. El 17 de abril las estaciones Fundadores y Padre Mier regresaron a su operación habitual, quedando sin servicio la estación Alameda hasta nuevo aviso, la operación de los trenes volvió a ser continuo entre las estaciones Universidad y Hospital Metropolitano omitiendo parada en la estación Alameda, sin embargo, se brindó una ruta emergente "Alameda - Fundadores" para los usuarios de la estación. A partir del 2 de mayo de 2023 fue reanudado el servicio habitual en la estación Alameda, suprimiendo la ruta emergente "Alameda - Fundadores". A partir de este día se regresó a una circulación continua de trenes entre las estaciones Universidad y Hospital Metropolitano con parada en todas las estaciones.
El 7 de agosto de 2023 la estación Universidad se vio saturada debido al regreso a clases en Ciudad Universitaria (UANL), por lo cual la ruta emergente "Universidad - Sendero" fue modificada para convertirse en ruta emergente "Niños Héroes - Sendero", adicionalmente se anunció el mismo día que la fecha prevista para finalizar las obras de reforzamiento entre las estaciones Universidad y Anáhuac era el mes de octubre, mientras que el resto del tramo hasta Sendero estaría listo en noviembre. El 9 de agosto se creó la ruta emergente "UANL - Sendero", la cual parte de Ciudad Universitaria cada 50 minutos iniciando a las 5:00 p. m. y finalizando a las 7:30 p. m. con cuatro salidas totales.
El 11 de octubre de 2023 tras avances en los trabajos de reforzamiento y dado que cuenta con aparato cambiavías se realiza la reapertura de la estación Anáhuac, funcionando únicamente como terminal provisional dado que el servicio emergente continuó con la ruta "Niños Héroes - Sendero".
El 11 de noviembre de 2023 fueron reaperturadas las estaciones San Nicolás, Tapia y Sendero, finalizando el servicio "Niños Héroes - Sendero" y "UANL - Sendero", reanudando por completo el servicio habitual en la línea.

## Estaciones
| Estación         | Iconografía                                     | Inauguración            | Municipio                | Construcción | Conexiones                            |
| ---------------- | ----------------------------------------------- | ----------------------- | ------------------------ | ------------ | ------------------------------------- |
| Sendero          | «El Engrane» de Felipe Mier Arriaga             | 1 de octubre de 2008    | General Escobedo         | Elevada      | - TransMetro - Metrobús               |
| Santiago Tapia   | Busto de Santiago Tapia                         | 1 de octubre de 2008    | San Nicolás de los Garza | Elevada      | - Metrobús - Metroenlace              |
| San Nicolás      | Iglesia de San Nicolás Tolentino                | 1 de octubre de 2008    | San Nicolás de los Garza | Elevada      | - TransMetro - Metrobús - Metroenlace |
| Anáhuac          | Torre                                           | 1 de octubre de 2008    | San Nicolás de los Garza | Elevada      |                                       |
| Universidad      | Escudo de la Universidad Autónoma de Nuevo León | 31 de octubre de 2007   | San Nicolás de los Garza | Elevada      |                                       |
| Niños Héroes     | Busto de Juan Escutia                           | 31 de octubre de 2007   | Monterrey                | Elevada      |                                       |
| Regina           | Entrada                                         | 31 de octubre de 2007   | Monterrey                | Subterránea  | - Ecovía                              |
| General Anaya    | Dos torres                                      | 30 de noviembre de 1994 | Monterrey                | Subterránea  |                                       |
| Cuauhtémoc       | Busto de Cuauhtémoc                             | 30 de noviembre de 1994 | Monterrey                | Subterránea  | - Línea 1 - Metrobús - Metroenlace    |
| Alameda          | Arcos de entrada                                | 30 de noviembre de 1994 | Monterrey                | Subterránea  |                                       |
| Fundadores       | Monumento a los fundadores                      | 30 de noviembre de 1994 | Monterrey                | Subterránea  |                                       |
| Padre Mier       | Busto de Servando Teresa de Mier                | 30 de noviembre de 1994 | Monterrey                | Subterránea  |                                       |
| General Zaragoza | Estatua ecuestre de Ignacio Zaragoza            | 30 de noviembre de 1994 | Monterrey                | Subterránea  | - Línea 3 - TransMetro                |